# 경양사
경양사(鏡陽祠)는 대한민국 강원특별자치도 강릉시 저동에 있는, 신라 때의 충신 박제상을 제사지내는 사당이다. 1977년 11월 28일 강원도의 유형문화재 제59호로 지정되었다.

## 개요
신라 때의 충신 박제상을 제사지내는 사당으로, 강릉 박씨 종친에서 1900년대 초에 지었다.
박제상은 417년에 즉위한 눌지왕의 부탁으로 고구려에 볼모로 잡혀있던 왕의 동생 복호를 데려오고, 일본에 잡혀있던 왕자 미사흔을 신라로 탈출케 한 뒤 자신은 체포되어 유배되었다가 살해되었다. 또한 그의 부인은 그를 기다리다가 망부석이 되었다고 전해진다.
사당은 앞면 3칸·옆면 2칸의 규모로, 지붕 옆면이 사람 인(人)자 모양인 맞배지붕집이다. 안에는 조선 숙종(재위 1674∼1720)과 정조(재위 1776∼1800)가 직접 지은 시가 전해오고 있으며, 매년 음력 3월 5일에 차례를 지낸다.

## 같이 보기
- 박제상

## 참고 문헌
- 경양사 - 국가유산청 국가유산포털